# Sweder Schele
Sweder Schele (Borne, 2 september 1569 - Welbergen, 28 mei 1639) was een Overijssels/Westfaalse edelman die vooral bekend is geworden dankzij zijn familiekroniek. Hierin beschrijft hij niet alleen zijn familiegeschiedenis, maar ook de gebeurtenissen van zijn tijd, waaronder de regionale gevolgen van de Tachtigjarige (1568-1648) en de Dertigjarige Oorlog (1618-1648).

## Familie
Sweder Schele was een zoon van Christoffer Schele tot Weleveld (circa 1529 - Borne, 20 mei 1606) en Judith Ripperda tot Boxbergen (circa 1534 - Osnabrück, 14 april 1608). Hij werd geboren op 2 september 1569. Zijn kinderjaren bracht hij door op de havezate Weleveld in Zenderen, vlak bij het Twentse Borne. Toen de Tachtigjarige Oorlog ook Twente bereikte, verliet in 1580 het gezin Schele Twente. Ze gingen zowel te Rheine wonen als op de Schelenburg bij Osnabrück. In 1597 kwam de familie terug op Weleveld.
In 1602 huwde Sweder met Reinera van Coeverden tot Rhaan. Uit dit huwelijk werden drie zoons en drie dochters geboren. Na het overlijden van zijn vader werd Sweder in 1607 heer van Weleveld.
Reinera van Coeverden overleed op 2 december 1613 en werd in de grafkelder van de Scheles in de kerk van Borne bijgezet.

In 1615 hertrouwde Sweder met Anna Brawe. Uit dit huwelijk werden een dochter en twee zoons geboren.
Na het overlijden van Sweders zuster, Anna Schele, weduwe van Ernst van Ittersum tot Nijenhuis, in 1624, erfde Sweder haar huis Welbergen bij Ochtrup. In 1626 ging hij er met zijn gezin wonen. Zijn zoon Gosen Heidenrijk ging na zijn huwelijk met Elisabeth Agnes Schade tot Ihorst op Weleveld wonen.
Sweder overleed op 28 mei 1639 op Welbergen en werd twee weken later in de kerk van Borne begraven. Zijn tweede vrouw Anna Brawe overleed op 9 mei 1644 en werd eveneens in Borne begraven.
Zijn oudste zoon Gosen Heidenrijk erfde Weleveld, een zoon uit zijn tweede huwelijk, de geleerde Rabo Herman Schele, Venebrugge en Welbergen.

## Opleiding
Gedurende zijn kinderjaren kreeg Sweder thuis les van een privéleraar. Vervolgens ging hij naar de Latijnse scholen te Minden en Osnabrück.
Van 1587 tot 1591 studeerde Sweder rechten, geschiedenis en theologie aan de lutherse universiteiten van Jena en Marburg. In deze tijd begon hij met het schrijven van zijn kroniek.
Tussen 1593 en 1595 maakte Sweder een grand tour door Europa, samen met Everwijn Wirich graaf van Bentheim, Engelbert George van Westerholt en Jacobus Sceva. Ze bezochten Frankrijk en Italië om zich in de taal te bekwamen. Verder reisden ze door Oostenrijk, de Bohemen en Hongarije. Ook brachten ze een bezoek aan het graf van Maarten Luther in Wittenberg.

## Politieke loopbaan
Als riddermatige had Schele het recht zitting te nemen in het bestuur van de provincie Overijssel. In 1598 werd hij lid van de Ridderschap van Overijssel wegens de havezate Weleveld. In hetzelfde jaar werd hij namens de Ridderschap samen met Gijsbert op den Berg afgevaardigd naar de Staten-Generaal in Den Haag.
In 1612 werd Sweder als gedeputeerde van Overijssel afgevaardigd naar Den Haag. In januari 1613 zat hij de vergadering van de Staten-Generaal voor, waarin de Engelse ambassadeur Ralph Winwood aan prins Maurits de Orde van de Kousenband uitreikte. In 1619 werd Sweder Schele op zijn verzoek van zijn deputaatschap ontheven.
In 1622 moest Schele de Ridderschap verlaten, nadat een resolutie was aangenomen waardoor alleen calvinisten daarin nog zitting mochten hebben.

## Lutheranisme
Sweders vader Christopher Schele had in Wittenberg gestudeerd, de stad van Maarten Luther, en was een aanhanger van het lutheranisme geworden. Sweder Schele was net als zijn vader luthers. Op het Weleveld was zelfs een lutherse huiskapel ingericht.
Wegens zijn geloof moest Sweder zich in 1622 terugtrekken uit het provinciebestuur van Overijssel.

## Kroniek
Van Sweder Schele is zijn familiekroniek bewaard gebleven die uit drie delen bestaat. Hierin heeft Schele zowel zijn familieleven als de gebeurtenissen van zijn tijd beschreven. Twee delen bevinden zich in het huisarchief van Haus Welbergen in het Niedersächsisches Staatsarchiv te Osnabrück, het laatste bevindt zich in het huisarchief van Huis Almelo in het Historisch Centrum Overijssel.
De inhoud van de kronieken betreft zowel de geschiedenis van de adel in Oost-Nederland en Westfalen, als de specifieke voorouders van Sweder zelf. Zijn doel was niet alleen het verleden te boekstaven, maar ook aan zijn nageslacht een leidraad te geven waarin het begrip virtus centraal stond. Zijn eigen lijfspreuk luidde dan ook Pietate et Virtute Seu Honestate.
Daarnaast heeft Sweder de voorvallen in zijn familie en de oorlogshandelingen op het Twentse platteland beschreven. Daarbij ging hij uitgebreid in op de uitbreidingen en herstelwerkzaamheden aan zijn havezaten, waarvoor hij zelf het decoratieprogramma bedacht.